# Bonsmoulins

Bonsmoulins (bɔ̃.mu.lɛ̃ⓘ) es una comuna francesa situada en el departamento de Orne, en la región de Normandía.

## Demografía
| 211 | 204 | 176 | 144 | 156 | 213 | 233 |
| Para los censos de 1962 a 1999 la población legal corresponde a la población sin duplicidades (Fuente: INSEE [Consultar]) |     |     |     |     |     |     |